# هيرناندو أوسوريو
هيرناندو أوسوريو (بالإسبانية: Hernando Osorio)‏ هو رسام كولومبي، ولد في 1953.